# U 352
U 352 war ein deutsches U-Boot vom Typ VII C, das im Zweiten Weltkrieg für den U-Boot-Krieg im Atlantik von der Kriegsmarine eingesetzt wurde. Bei seinen zwei Feindfahrten konnte es keine Schiffe versenken. Am 9. Mai 1942, etwas über ein Jahr nach seiner Indienststellung, wurde es von einem vor North Carolina patrouillierendem Kutter der US-Küstenwache, der Icarus, versenkt. Von den 47 Besatzungsmitgliedern starben 15, während 32 in US-amerikanische Kriegsgefangenschaft gerieten, unter ihnen der Kommandant Hellmut Rathke.

## Einsätze
Nach seiner Indienststellung diente U 352 unter dem Kommando des in Ostpreußen geborenen Kapitänleutnants Hellmut Rathke (1910–2001, von der Crew 30) vom 28. August 1941 bis Anfang Januar 1942 als Ausbildungsboot und wurde erprobt.
Für seine erste Feindfahrt lief U 352 am 15. Januar 1942 aus dem Kieler Hafen aus und wurde in den Häfen von Kristiansand (17. und 18. Januar) und Bergen (Norwegen) (19. und 20. Januar) aufgetankt, in letzterem auch mit Proviant beladen. Am 20. Januar 1942 verließ U 352 den Bergener Hafen und operierte als Teil der U-Boot-Gruppe Hecht im Nordatlantik westlich der Hebriden und nördlich der Färöer. Es hatte nur einmal Feindkontakt, als es vergeblich einen Torpedo auf ein Kriegsschiff abschoss. Am 26. Februar 1942 lief es in Saint-Nazaire ein.
Die zweite und letzte Feindfahrt von U 352 begann mit dem Auslaufen aus Saint-Nazaire am 7. April 1942. Das Boot operierte an der Atlantikküste der USA und traf am 8. Mai 1942 vor Onslow Bay (North Carolina) auf einen Frachter in Begleitung eines Kutters der US-Küstenwache. Drei Torpedos wurden auf die beiden Schiffe abgeschossen, doch keiner traf.

## Versenkung
Am 9. Mai 1942 ortete ein anderer Kutter der US-Küstenwache, die Icarus, südlich von Cape Hatteras um 20:25 Uhr per Sonar ein Objekt, in etwa einem Kilometer Entfernung. Die Icarus wurde wenige Minuten später von einem inzwischen aufgetaucht fahrenden U-Boot mit einem Torpedo angegriffen, der etwa 200 Meter hinter dem Küstenwachkutter detonierte und diesen stark ins Schwanken brachte, ohne ihn zu beschädigen. Die Icarus wendete und warf acht Wasserbomben, wodurch das U-Boot schwer beschädigt und der erste Wachoffizier Josef Ernst getötet wurde. Rathke versuchte durch Aufsetzen des Bootes auf Grund in 38 m Tiefe der Vernichtung zu entgehen, doch weitere Wasserbomben führten zu großen Schäden und zwangen das U-Boot aufzutauchen. Durch ein Leck im Heck war es nicht mehr tauchklar. Rathke ließ Sprengsätze zur Selbstversenkung des U-Bootes anbringen.
Die Icarus eröffnete das Feuer mit ihrer Artillerie und Maschinengewehren, während die deutsche Besatzung das U-Boot verließ und zu Wasser ging. Sie schafften es nicht mehr, die Flak zu bemannen und das Feuer zu erwidern – zahlreiche Besatzungsmitglieder wurden an Deck oder im Wasser schwimmend durch Maschinengewehrfeuer getötet. Dem Maschinisten Gerhard Reussel wurde durch eine Granate ein Bein abgerissen, und der im Wasser schwimmende Kommandant Rathke versuchte ihm den Beinstumpf mit seinem Gürtel abzubinden. Beim Obermaschinisten Heinrich Bollmann war der linke Arm zerfetzt, dessen Stumpf von Funkmaat Kurt Krüger mit seinem Gürtel abgebunden wurde.
Als U 352 sank, stellte die Icarus das Feuer ein, verließ das Gefechtsgebiet und ließ die Schiffbrüchigen zurück. Nachdem der Kommandant der Icarus, Maurice D. Jester, seinen Vorgesetzten per Funk gefragt hatte und angewiesen worden war, die Deutschen gefangen zu nehmen, kehrte der Küstenwachkutter wieder um und nahm die im Wasser schwimmenden Besatzungsmitglieder von U 352 auf. Es waren 33 Mann, von denen einer, Gerhard Reussel, an Bord der Icarus starb. Die anderen wurden als Kriegsgefangene in Charleston (South Carolina) an Land gebracht. Insgesamt starben bei der Versenkung einschließlich Reussel 15 U-Boot-Fahrer, während 32 überlebten, darunter Kommandant Hellmut Rathke. Zu den Überlebenden gehörte auch Bollmann, der seinen Arm verloren hatte, einige Zeit Gefangener in Fort Bragg (North Carolina) war und später nach Deutschland zurückkehrte.
U 352 sank auf der Position 34° 12′ 0″ N, 76° 35′ 0″ W.

## Lynchmord an Gefangenem in Papago Park
Maschinenobergefreiter Otto Stengel von U 352 überlebte die Gefangenschaft nicht: Er beteiligte sich in Camp Papago Park aktiv am Lynchmord an Werner Drechsler aus U 118, einem Mitgefangenen und Informanten der US-Behörden, wurde dafür zusammen mit sechs weiteren Beteiligten aus anderen U-Booten von einem US-Militärgericht am 16. August 1944 zum Tode verurteilt und am 25. August 1945 in Fort Leavenworth gehängt.